# Picui galambocska
A picui galambocska (Columbina picui) a madarak osztályának galambalakúak (Columbiformes) rendjéhez és a galambfélék (Columbidae) családjához tartozó faj.

## Rendszerezése
A fajt Coenraad Jacob Temminck holland zoológus írta le 1813ban, a Columba nembe Columba picui néven.

## Alfajai
- Columbina picui picui (Temminck, 1813)
- Columbina picui strepitans Spix, 1825[2]

## Előfordulása
Dél-Amerikában, Argentína, Bolívia, Brazília, Chile, Kolumbia, Paraguay, Peru és Uruguay területén honos.
Természetes élőhelyei a szubtrópusi és trópusi cserjések és szavannák, valamint szántóföldek, vidéki kertek és másodlagos erdők. Vonuló faj.

## Megjelenése
Testhossza 18 centiméter, testtömege 42–59 gramm.

## Életmódja
Magvakkal táplálkozik.

## Természetvédelmi helyzete
Az elterjedési területe rendkívül nagy, egyedszáma pedig stabil. A Természetvédelmi Világszövetség Vörös listáján nem fenyegetett fajként szerepel.